# NGC 1520
NGC 1520 是山案座的一個星群。英国天文学家約翰·弗里德里希·威廉·赫歇爾于1836年纪录了这些恒星的位置。